# 横浜経理専門学校
横浜経理専門学校（よこはまけいりせんもんがっこう）は、神奈川県横浜市の情報経理専修学校。学校法人田村学園が経営している。

## 所在地
〒220-0011　神奈川県横浜市西区高島二丁目2番11号 （市営地下鉄高島町駅2分） 

## 学科・コース
- 税理士専攻科
- マネジメント専攻科
- ビジネス本科
- ＯＡセクレタリー本科